# Gare d'Yerres
Pour l’article ayant un titre homophone, voir Gare d'Hyères.
La gare de Yerres est une gare ferroviaire française de la commune d'Yerres (département de l'Essonne). Elle est située au point kilométrique (PK) 19,064 de la ligne de Paris-Lyon à Marseille-Saint-Charles entre les gares ouvertes de Montgeron - Crosne et de Brunoy.

## Histoire

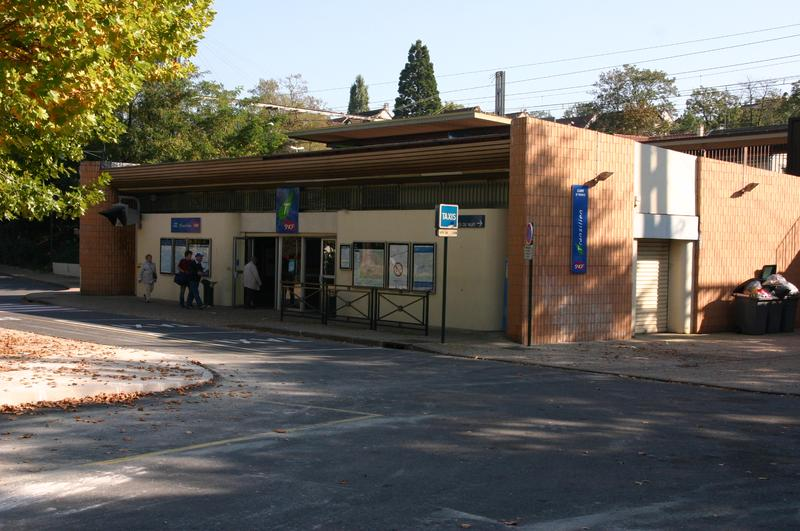
Bâtiment voyageurs en 2007.

La gare a été rénovée en 2009. Outre un nouvel aménagement de l'intérieur du bâtiment et la mise en place d'une nouvelle toiture, un accès supplémentaire au quai en direction de Paris est créé. Tous les accès aux quais sont désormais équipés de contrôles automatiques de billets.
En 2022, la SNCF estime la fréquentation annuelle de la gare à 3 738 278 voyageurs.

## Service des voyageurs

### Desserte
La gare est desservie par les trains de la ligne D du RER.

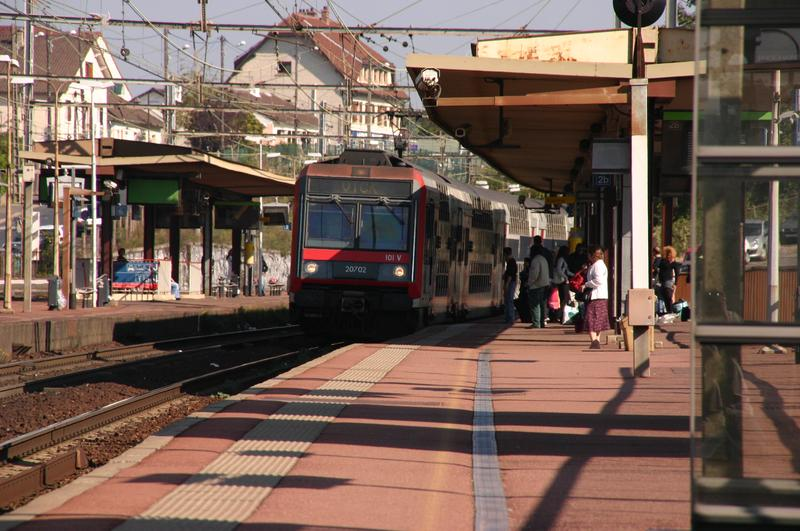
À quai : une rame Z 20500 à destination de Paris/Villiers-Le-Bel (code mission VICK) sur la voie 2b. À gauche : la voie 1b vers Melun.

### Intermodalité
La gare est desservie par les lignes 4110, 4119, 4120, 4121, 4122, 4131, 4154, Soirée Yerres Nord et Soirée Yerres Sud du réseau de bus Val d'Yerres Val de Seine et, la nuit, par la ligne N134 du réseau Noctilien.

## Service des marchandises
Cette gare est ouverte au service du fret. Elle accueille également des trains spéciaux, privés et des trains de l'Infra.